# Willow River
Willow River é uma cidade localizada no estado americano de Minnesota, no Condado de Pine.

## Demografia
Segundo o censo americano de 2000, a sua população era de 309 habitantes.
Em 2006, foi estimada uma população de 396, um aumento de 87 (28.2%).

## Geografia
De acordo com o United States Census Bureau tem uma área de
4,5 km², dos quais 4,1 km² cobertos por terra e 0,4 km² cobertos por água. Willow River localiza-se a aproximadamente 317 m acima do nível do mar.

## Localidades na vizinhança
O diagrama seguinte representa as localidades num raio de 16 km ao redor de Willow River.